# 八路军太行纪念馆
八路军太行纪念馆，位于山西省长治市武乡县太行街363号，1988年9月3日落成并对外开放，为中华人民共和国国家一级博物馆。纪念馆主要展示八路军与华北各根据地在抗日战争时的数次战斗与根据地建设等内容。

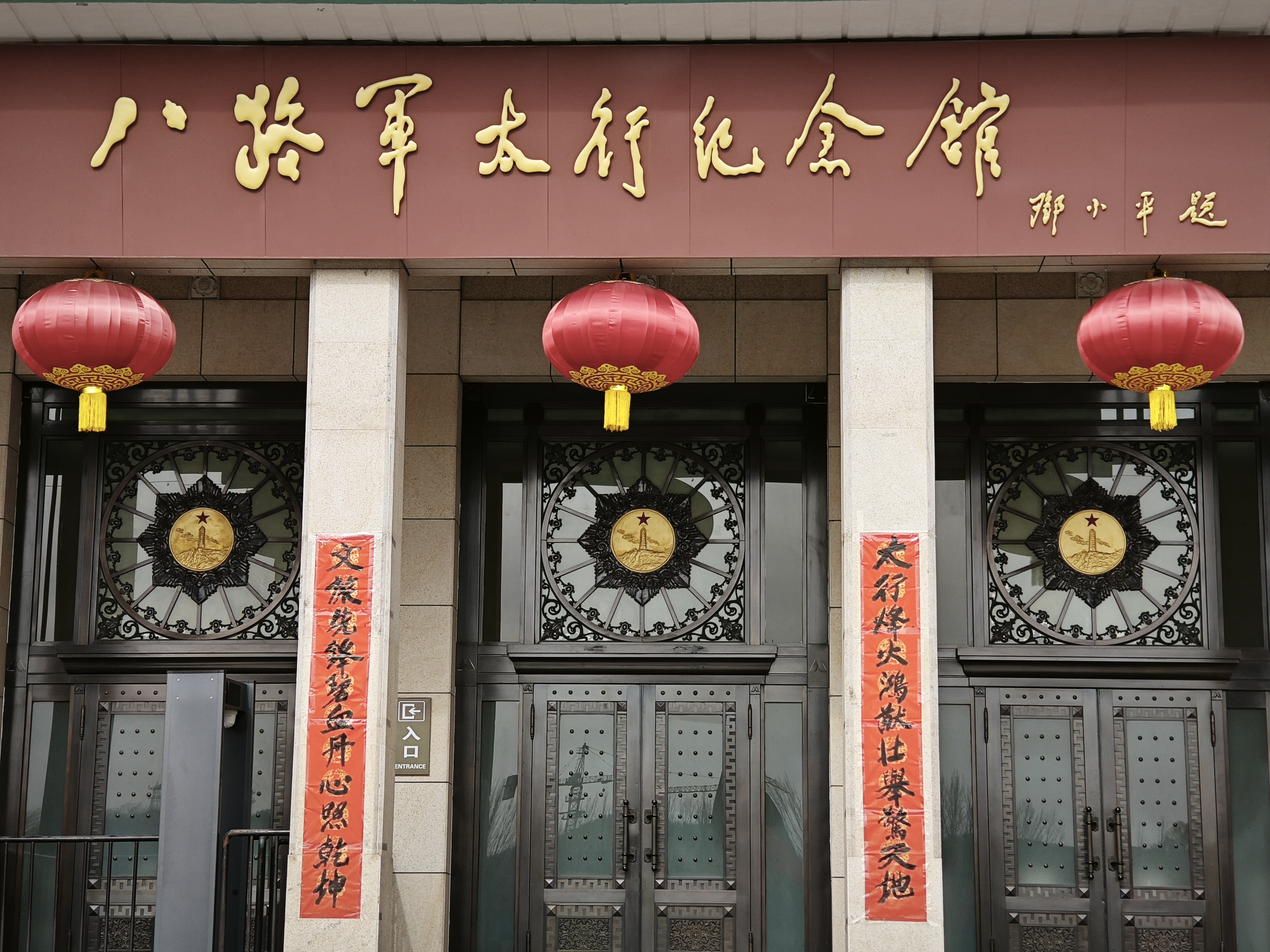
纪念馆馆名

馆名由邓小平于1979年题写。

## 官方網站
- . 八路军太行纪念馆. （原始内容存档于2017-11-11）.